# Christian Coalition of America
La Christian Coalition of America (« Coalition chrétienne d'Amérique ») est un groupe de défense d'intérêts politiques chrétien des États-Unis, qui réunit des fondamentalistes chrétiens, des évangéliques, des catholiques romains et des membres des Églises protestantes des courants dominants ; elle déclare 1 200 000 membres mais l'organisation People for the American Way affirme que d'autres données suggèrent des effectifs de 300 000 à 400 000 membres.
La Christian Coalition fut fondée par le révérend Pat Robertson, qui a été président de l'organisation pendant quelque temps. L'actuelle présidente est Roberta Combs.
Ses objectifs sont en accord avec ceux de la droite chrétienne. Sur son site Internet, elle déclare être :
« (Une) organisation politique conservatrice active de la base en Amérique. La Christian Coalition of America offre aux personnes de foi un organe pour être engagés activement dans le façonnage de leur gouvernement – depuis le Tribunal du Comté jusqu'aux salles du Congrès. »

## Bref historique
Après une candidature pour la présidence des États-Unis, bien financée mais ayant échoué, Pat Robertson utilisa les restes de son appareil de campagne pour rebondir avec la création d'une mobilisation des électeurs, baptisée « Christian Coalition ».
Sous la houlette de Robertson et de Ralph Reed, la Coalition est rapidement devenue la voix la plus forte du mouvement chrétien conservateur, et son influence trouva son apogée dans l'effort pour soutenir l'élection d'un chrétien conservateur à la présidence en 1996.
Ralph Reed reprit le contrôle des affaires courantes de la Coalition en 1989.
À la suite de la victoire de Bill Clinton aux élections et au départ de Reed en 1997, l'organisation n'enregistra que des progrès limités et se trouva incapable de raviver la passion qu'elle semblait évoquer au milieu des années 1990.
En 2000, la Coalition déménagea de son vieux centre d'opérations dans la zone de la baie de Chesapeake vers un bureau sur la Capitol Hill à Washington.
À l’élection présidentielle de 2000 aussi bien qu'à celle de 2004, les efforts de mobilisation des chrétiens conservateurs tendaient à se focaliser à l'intérieur de la machinerie du Parti républicain, à l'opposition de lobbies et d'organisations de mobilisation des électeurs telles que la Christian Coalition. Dans un exemple, lié, de cette approche plus « interne » pour mobiliser les votes de la communauté chrétienne conservatrice, Ralph Reed fonctionna en tant que président régional Sud-Est de la campagne Bush–Cheney durant l'élection présidentielle de 2004.
Lors de l’élection présidentielle de 2000, l'organisation distribua plus de 70 millions de guides de l'électeur dans les églises au travers des États-Unis, y compris 5 millions en espagnol (parmi lesquels environ 2 millions furent distribuées dans la seule Floride). En 2004, elle distribua environ 30 millions de guides de l'électeur, mais cette fois dans des États et des districts pour le Congrès ciblés, en faisant le choix stratégique de plutôt concentrer ses efforts sur des zones qui étaient politiquement compétitives.
Après que Pat Robertson s'est retiré de la présidence du groupe en 2000, Roberta Combs reprit les rènes de la Coalition. Les membres de sa famille sont actuellement des officiels de haut rang dans ce groupe, et il est donc prudent de dire que Combs a hérité la Coalition des mains de Robertson. Néanmoins, depuis que Robertson et Reed ont quitté le groupe, l'influence de la Coalition a grandement diminué sous Combs, et ce groupe jadis prospère a une maintenant une dette de plus de 2 millions de dollars, et est présentement sous saisie du fait de procès par leurs créanciers, alors qu'elle se bat pour maintenir ses sections locales dans les États depuis mars 2006, où l'influente section de l'Iowa se sépara du groupe et forma l'Iowa Christian Alliance (« Alliance chrétienne de l'Iowa »). Autrefois, la Christian Coalition commanditait une douzaine de lobbyistes à Washington, mais maintenant le seul reste de la Coalition dans un rayon de 1600 mètres (soit 1 mille) autour du Capitol est un simple employé qui travaille de chez lui.
Après sa fondation en 1988, elle connut un état de grâce qui lui permit d'opérer sous une exonération d'impôt avant que l'Internal Revenue Service ne délivre sa désignation finale. En 1992, la Coalition commença à produire des guides de l'électeur non partisans qu'ils distribuaient aux églises chrétiennes conservatrices. En 1998, l'association laïque Americans United for the Separation of Church and State (mais dont la direction et les membres sont à la fois religieux et non religieux) recommanda à l'IRS de reconsidérer les activités politiques partisanes de la Coalition sur la décennie durant laquelle son exonération fiscale était en attente. L'année suivante, l'IRS révoqua l'exonération fiscale provisoire. Les églises qui s'étaient ralliées à la Christian Coalition s'en dissocièrent par peur de perdre leur propre statut d'exonération fiscale. Après que son exonération fiscale fut refusée, la CCA était en mesure de tourner toute son attention vers la politique. En 2005, la Coalition conclut un accord de paiement avec l'Internal Revenue Service, mettant fin à sa longue bataille avec ladite agence concernant son exonération fiscale. En conséquence, l'IRS a maintenant reconnu l'exonération fiscale de la Coalition, la première fois dans l'histoire de cette agence qu'elle alloua une lettre d'exonération à un groupe qui déclarait dans son formulaire de demande qu'il distribuerait des guides de l'électeur directement dans les églises.
D'après TheocracyWatch (en), un projet mené par le Centre pour la religion, l'éthique et la politique sociale (CRESP) de l'université Cornell (université réputée de l'Ivy League à Ithaca dans l'État de New York), « la Christian Coalition fut fondée en 1989 par le prédicateur télévisuel Pat Robertson pour s'emparer du Parti [républicain] de fond en comble », ainsi que « [d]es cartes de pointage au Congrès d'organisations telles que la Christian Coalition, le Family Research Council, et l'Eagle Forum (en) ».
Dans leur rapport Funding Culture Wars
(« Financer les guerres de cultures »), le National Comitee for Responsive Philanthropy (« Comité national pour la philanthropie “responsive” ») liste la Christian Coalition comme l'une des principales organisations finançant les activités de la droite chrétienne. Avec le Family Research Council et Focus on the Family, la Christian Coalition est identifiée comme étant une organisation dominioniste par TheocracyWatch (en)
, qui pointe du doigt la carte de pointage au Congrès de la Christian Coalition pour illustrer le succès et la force des dominionistes au Congrès américain.
Des représentants de l'AFL-CIO ont écrit que la Christian Coalition, ainsi que la plupart de la droite chrétienne, est opposée au syndicalisme.

## Membres connus
- Stan Monteith